# Yasemin
Yasemin är en tysk-turkisk romantikfilm från 1988 i regi av Hark Bohm.

## Utmärkelser
Filmen vann Tyska filmpriset för bästa film 1989.

## Rollista i urval
- Ayşe Romey - Yasemin
- Uwe Bohm - Jan
- Şener Şen - pappa Yusuf
- Emine Sevgi Özdamar - mamma Dilber
- Toto Karaca - tant Zeynep
- Nursel Köse - Emine
- Corinna Harfouch - fru Rathjens